# سیارک ۲۰۱۵۵
سیارک ۲۰۱۵۵ (به انگلیسی: 20155 Utewindolf، نامگذاری:1996TS11) بیست هزار و صد و پنجاه و پنجمین سیارک کشف شده‌است که در ۱۳ اکتبر ۱۹۹۶ کشف شد.
قدر مطلق سیارک برابر ۸٫۱ است.